# Route 141 (Ontario)
Pour les articles homonymes, voir Route 141.
La route 141 est une route provinciale de l'Ontario située dans les comtés de Parry Sound et de Muskoka, dans le sud de la province. Faisant partie de la Parry Sound Historical Colonization Rd., elle possède une longueur de 54 kilomètres, reliant l'autoroute 400 à la route 11.

## Tracé
La 141 débute 20 kilomètres au sud-est de Parry Sound au croisement de l'autoroute 400 (sortie 207), soit à cette hauteur, la route Transcanadienne. Elle suit sur une distance de quatre kilomètres un trajet parallèle à l'autoroute 400 avant de bifurquer vers l'est à Hayes Corners. Elle traverse ensuite une région possédant de nombreux lacs, soit les lacs Muskoka. Aux alentours de Rosseau, elle croise la route 632, et possède de nombreux tournants à travers les lacs de la région. Elle passe notamment près des lacs Joseph, Rosseau, Skeleton et Utterson. À Raymond, elle emprunte une trajectoire légère vers le sud pour bifurquer vers l'est à une intersection. Huit kilomètres à l'est, à Utterson, elle croise la route 11 (sortie 207 également) qui constitue le terminus est de la route 141. 

## Intersections
| Route 141   |              |    |                                                           |                 |
| District    | Ville        | km | Intersection/Destinations                                 | Notes           |
| Parry Sound | Hayes Corner | 0  | A-400 (sortie 207), Parry Sound, Barrie, Sudbury, Toronto | Début de la 141 |
| Muskoka     | Rosseau      | 21 | Route 632 sud, Port Carling                               |                 |
| Muskoka     | Utterson     | 54 | R-11 (sortie 207), Huntsville, North Bay, Barrie          | Fin de la 141   |